# La stagione del cancro e del leone
La stagione del cancro e del leone è un singolo del cantante italiano Tommaso Paradiso, pubblicato il 15 dicembre 2021 come secondo estratto dal primo album in studio Space Cowboy.

## Tracce
Testi di Tommaso Paradiso, musiche di Dario Faini.
1. La stagione del cancro e del leone – 3:37